# Jan Karol Kapałka
Jan Karol Kapałka (ur. 1888 w Krakowie, zm. 1932 w Cleveland, Ohio), polski skrzypek i dyrygent, działający w USA.
Po studiach w krakowskim Konserwatorium Muzycznym wyjechał w 1914 do USA, gdzie współpracował z zespołami polonijnymi – był skrzypkiem i dyrygentem w orkiestrach w Nowym Jorku, Buffalo, Detroit, Chicago; dyrygował też polskimi chórami w Chicago. W 1930 osiadł w Cleveland (Ohio), gdzie powołał do życia chór operowy oraz wystawił operę Moniuszki Flis. Zmarł na początku 1932 w Cleveland.